# Riotamo
Riotamo o Riotimo  (en latín, Riothamus, Riotimus, Rigothamus o Rigotamos) fue un líder militar del siglo V. Como rey de los bretones (se ignora si se trata de los bretones de Armórica, de la Britania romana o de un reino formado por ambas), fue llamado en 468 por el emperador romano Antemio para formar una coalición con las fuerzas del norte de la Galia  bajo el mando del conde Paulo contra los visigodos de Aquitania, que habían roto el foedus con el Imperio. 

## Historia de Jordanes
De acuerdo con Jordanes (Getica XLV.237), Riotamo vino por mar con 12000 hombres para luchar contra los visigodos. Tras el enfrentamiento, los visigodos derrotaron a los bretones en 469 en la batalla de Déols, antes de que estos pudieran unir sus fuerzas con sus federados los francos. 
Riotamo encontró refugio con el resto de sus tropas en el reino burgundio, todavía federado de Roma. Sidonio Apolinar, entonces obispo de Clermont, le envió una carta (Ep III, IX) sobre la indisciplina de sus tropas en la región. Riotamo terminó muriendo en Borgoña.

## Identificaciones en la historiografía
Crónicas y vidas de los santos de Bretaña muestran un Riotamo, hijo de Deroch rey de la Domnonia en el siglo VI, su identificación con Riotamo es improbable por razones cronológicas.
Según Léon Fleuriot, el nombre de Riotamo es un término céltico que significa "Gran rey", y que esconde detrás la figura de otra persona, probablemente el histórico Ambrosio Aureliano. El investigador Geoffrey Ashe sostuvo la tesis de que su historia, amplificada y expuesta de manera romántica (su expedición, y su muerte, en Borgoña, quizás Avallon), constituye un elemento constitutivo de la fugura mítica del rey Arturo.